# Pont de Grez-sur-Loing
Pour les articles homonymes, voir Grez et Loing (homonymie).
Le pont de Grez-sur-Loing, dit le Vieux Pont, est un ouvrage d'art d'origine médiévale à dos d’âne composé de 10 arches enjambant le Loing, affluent de la rive gauche de la Seine.

## Historique
Ce pont, bâti entre le XIIe siècle et le XVIIe siècle fut plusieurs fois détruit. Il a été restauré à l'identique en 1980.
Depuis le XIXe siècle, le pont a inspiré les artistes comme Jean-Baptiste Camille Corot, Kuroda Seiki et Carl Larsson, qui l'ont peint sous tous les angles.
En août 1944, les trois arches centrales du pont sautent. Près de quarante ans sont nécessaires pour le restaurer.
Le pont est inscrit au titre des monuments historiques en 1926.
En novembre 1984, il est empaqueté par Christo, à titre d'essai, avant d'en faire autant sur le Pont Neuf.